# 蒂毛克爾
54°17′41″S 69°10′3″W / 54.29472°S 69.16750°W

蒂毛克爾（西班牙語：Timaukel），是智利的城鎮，位於該國南部麥哲倫-智利南極大區的火地島省，始建於1927年12月30日，面積10,995.9平方公里，海拔高度338米，2012年人口204人，人口密度每平方公里0.019人。